# Jan Herčík
Jan Herčík (uváděn též s upřesněním křestního patrona jako Jan Evangelista Herčík, 22. října 1835 Sány – 8. února 1869 tamtéž) byl český římskokatolický duchovní a překladatel.

## Život
Pocházel z Kolínska z obce Sány. Absolvoval teologická studia, byl vysvěcen na kněze a ustanoven kaplanem v tehdejší farnosti Starý Kolín, nedaleko svého rodiště. Zde působil několik let, uvádí se, že buď do roku 1864, nebo až do roku 1867. Tato nejasnost plyne zřejmě ze skutečnosti, že Herčík se většinu života musel potýkat s blíže nespecifikovanou vleklou plicní chorobou, která velmi omezovala jeho možnosti zapojení se do aktivní duchovenské služby. Věnoval se ovšem překladatelské činnosti. Postupně vyšlo několik jeho překladů církevních dokumentů a jiných spisů. Asi nejvýznamnějším jeho počinem byl český překlad Katechismu tridentského koncilu, který byl zásadní věroučnou příručkou pro katolické věřící až do vydání nového katechismu v roce 1997.
Pro zhoršující se zdravotní obtíže musel nakonec aktivní výkon kněžské služby zcela opustit. Tehdejší pražský arcibiskup, kardinál Bedřich Schwarzenberg, mu umožnil ozdravný pobyt v Itálii. V Itálii pobýval Herčík dlouhodobě, v Římě se dokonce setkal s papežem Piem IX. (zřejmě v rámci některé generální audience). Italský pobyt ale neměl pro jeho zdraví téměř žádný výraznější pozitivní efekt. Vrátil se do Čech a odstěhoval se ke svým příbuzným do rodných Sán. Zde zanedlouho zemřel. Pohřben byl do kněžského hrobu v katolické části nového sánského hřbitova.

## Dílo

### Překlady církevních dokumentů
- Katechismus z nařízení Sněmu Tridentského k pastýřům duchovním a z rozkazu Pia V., papeže římského na světlo vydaný (1867)

### Překlady duchovních spisů
- P. Mikuláše Awancina S. J. – Rozjímání o životě a učení Pána našeho Ježíše Krista, ze čtyř evangelií sebraná a na myšlenky celého roku rozdělená (1866)
- Posvátní zvukové: modlitby a uvažování pro vzdělané paní a panny / od Albacha ; dle jedenáctého vydání volně přeložil a příslušným přídavkem opatřil Jnnocenc Antonín Frencl; znovu opravil J.Herčík (1866)
- Dr. Michaela Haubra úplná modlitební kniha pro osobu ženskou (1869, revize a úprava staršího překladu, který byl dílem P. Jana Hýbla)

### Překlady děl sv. Augustina z Hippo
- Vyznání sv. Augustina (1858, opakovaně vydáno u různých nakladatelů)
- De vera religione (1858)